# Chrysler Phaeton
Ne doit pas être confondu avec Volkswagen Phaeton.
Pour les articles homonymes, voir Phaéton.
 (janvier 2021).
La mise en forme du texte ne suit pas les recommandations de Wikipédia : il faut le « wikifier ».
Les points d'amélioration suivants sont les cas les plus fréquents. Le détail des points à revoir est peut-être précisé sur la page de discussion.
- Les titres sont pré-formatés par le logiciel. Ils ne sont ni en capitales, ni en gras.
- Le texte ne doit pas être écrit en capitales (les noms de famille non plus), ni en gras, ni en italique, ni en « petit »…
- Le gras n'est utilisé que pour surligner le titre de l'article dans l'introduction, une seule fois.
- L'italique est rarement utilisé : mots en langue étrangère, titres d'œuvres, noms de bateaux, etc.
- Les citations ne sont pas en italique mais en corps de texte normal. Elles sont entourées par des guillemets français : « et ».
- Les listes à puces sont à éviter, des paragraphes rédigés étant largement préférés. Les tableaux sont à réserver à la présentation de données structurées (résultats, etc.).
- Les appels de note de bas de page (petits chiffres en exposant, introduits par l'outil «  Source ») sont à placer entre la fin de phrase et le point final[comme ça].
- Les liens internes (vers d'autres articles de Wikipédia) sont à choisir avec parcimonie. Créez des liens vers des articles approfondissant le sujet. Les termes génériques sans rapport avec le sujet sont à éviter, ainsi que les répétitions de liens vers un même terme.
- Les liens externes sont à placer uniquement dans une section « Liens externes », à la fin de l'article. Ces liens sont à choisir avec parcimonie suivant les règles définies. Si un lien sert de source à l'article, son insertion dans le texte est à faire par les notes de bas de page.
- La présentation des références doit suivre les conventions bibliographiques. Il est recommandé d'utiliser les modèles {{Ouvrage}}, {{Chapitre}}, {{Article}}, {{Lien web}} et/ou {{Bibliographie}}. Le mode d'édition visuel peut mettre en forme automatiquement les références.
- Insérer une infobox (cadre d'informations à droite) n'est pas obligatoire pour parachever la mise en page.

Pour une aide détaillée, merci de consulter Aide:Wikification.
Si vous pensez que ces points ont été résolus, vous pouvez retirer ce bandeau et améliorer la mise en forme d'un autre article.
 (janvier 2018).
Si vous disposez d'ouvrages ou d'articles de référence ou si vous connaissez des sites web de qualité traitant du thème abordé ici, merci de compléter l'article en donnant les références utiles à sa vérifiabilité et en les liant à la section « Notes et références ».
La Chrysler Phaeton est un grand cabriolet quatre portes construit par Chrysler en 1997.

## Histoire
La concept car de la Phaeton a été inspiré par d'anciens modèles prestigieux de la marque américaine tels que la Chrysler Newport Phaeton et l'Imperial Parade Phaeton. Elle avait un moteur V12 48 soupapes 5,4 L en aluminium évalué à 425 hp. La suspension a été modifiée pour une double triangulation avec indépendante à double bras. Les passagers arrière bénéficient de leur propre tableau de bord comprenant la radio, le chauffage ainsi que deux cadrans ronds analogiques (compteur de vitesse et compte-tours).
John E. Herlitz, le vice président à la conception des voitures de Chrysler Corporation, a déclaré, "Phaeton embrasse et modernise les éléments de design élégants et classiques des voitures de tourisme historiques des années 1930, 40 et 50."
L'imposant cabriolet quatre portes au toit rigide a été inspiré par la Chrysler Newport Parade Car Dual Cowl de 1940, un véhicule utilisé principalement pour le transport de dignitaires et des membres des familles d'élite pendant cette période de temps. "Avec la Phaeton, nous avons élargi l'utilisation d'un cabriolet en lui donnant quatre portes et deux pare-brise", a déclaré K. Neil Walling, directeur de la conception de Chrysler. "Nous avons pris un design élégant qui était prévu à l'origine pour les personnes aisées et pour la rendre pratique, soit le cabriolet contemporain."
La Phaeton a des lignes fluides expressives, finement dessinées jusque dans les détails de la calandre et à un pare-brise arrière escamotable. "Chrysler Phaeton capture efficacement les images classiques des Chrysler LHX et Chrysler Atlantic et les traduit dans un format convertible", a déclaré Walling.
La richesse, le confort et l'attention aux détails sont communiqués à l'ensemble de l'intérieur du véhicule qui dispose de garnitures en cuir crème et brun et des accents de bois Zebrano. Les deux passagers avant et arrière sont séparés en compartiments et ont leur propre radio, leur contrôle de la climatisation, de luxueux sièges, leurs accoudoirs et leur console centrale. Les indicateurs de vitesse et le tachymètre sont également présents dans les deux compartiments permettant aux passagers arrière de surveiller les performances du véhicule en un clin d'œil.
Le moteur du toit rigide rétractable a été conçu et construit par ASC, qui faisait ces moteurs pour Chrysler jusqu'à la Sebring 2007 et était également responsable d'une grande partie de la conception de la Chevrolet SSR.

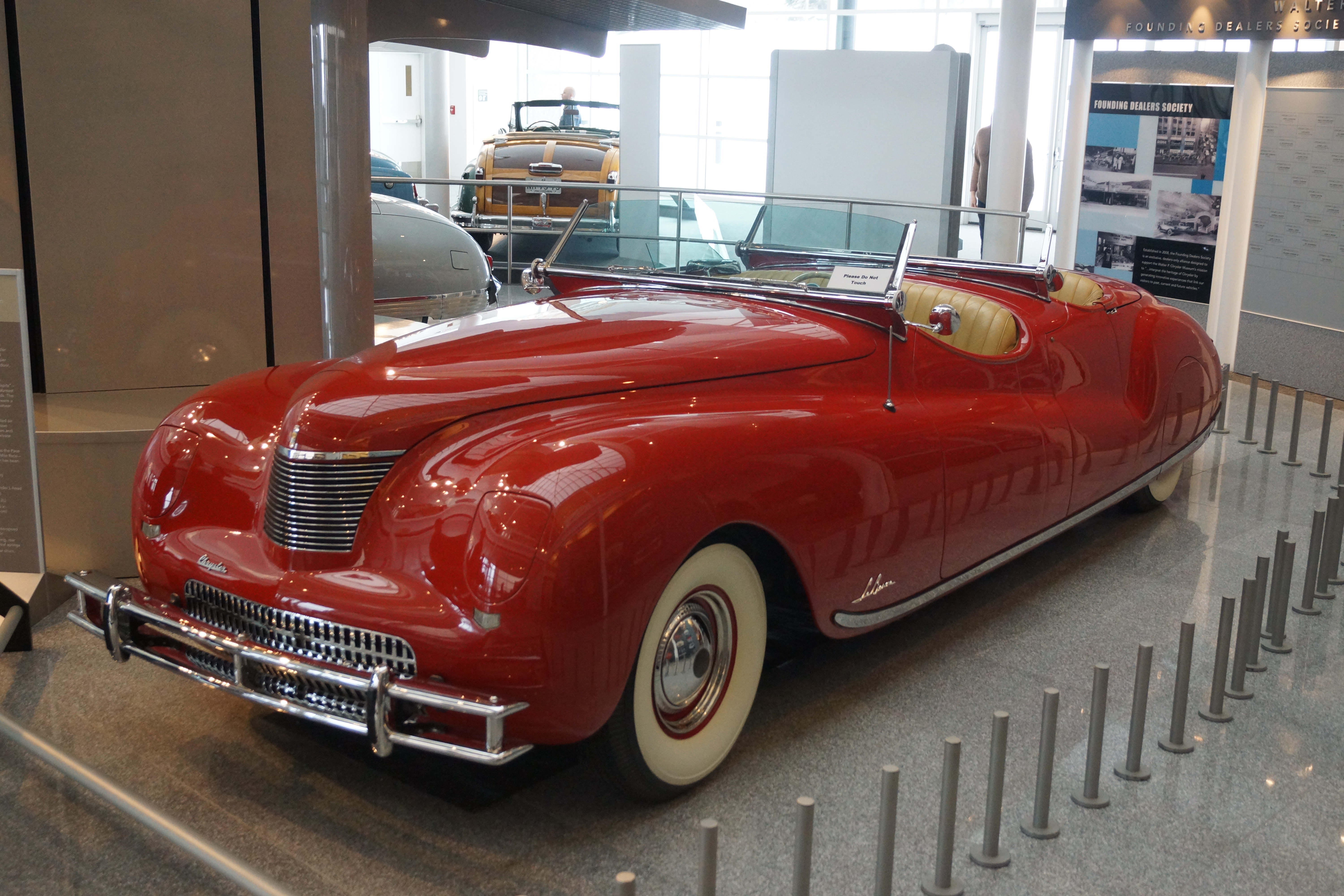
Chrysler NewPort Phaeton 1941, l'inspiratrice de la dernière Phaeton.

## Caractéristiques
L'empattement de 132 pouces (3353 mm) et les roues de 22 pouces de la Phaeton sont propulsés par un moteur V12 de 5,4 litres en aluminium à 48 soupapes. La conduite et la maniabilité sont renforcées par une suspension de pointe, similaire à celle de la Dodge Viper. La carrosserie sur châssis à traction arrière utilisait une transmission automatique à quatre vitesses avec un essieu Dana 40.
"Nous voulions que la Phaeton possède des performances comparables à celle de son ancêtre, le Newport", a déclaré Walling. "Après tout, le Newport est la pace car de l'Indianapolis 500 en 1941."

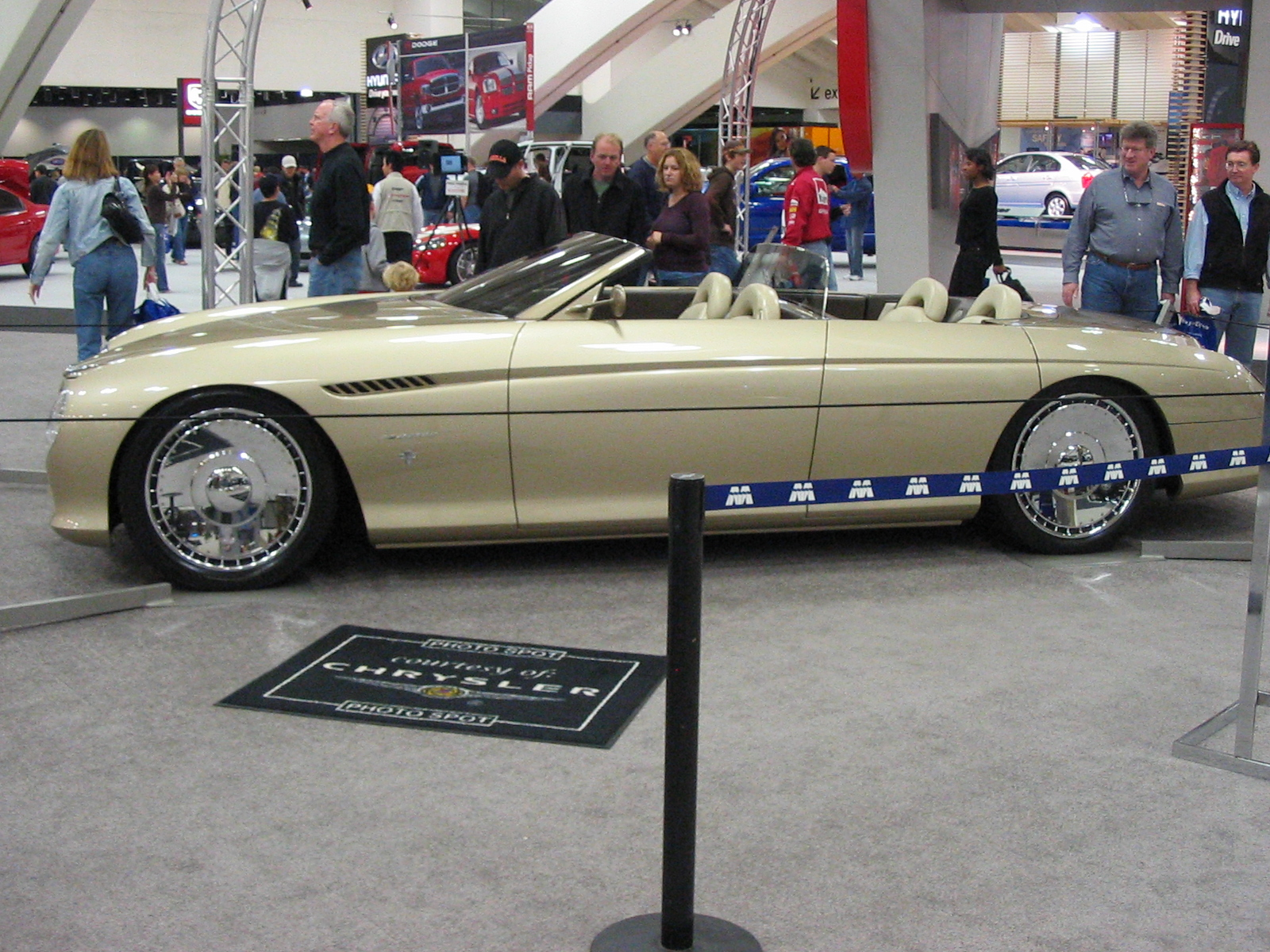
Côté
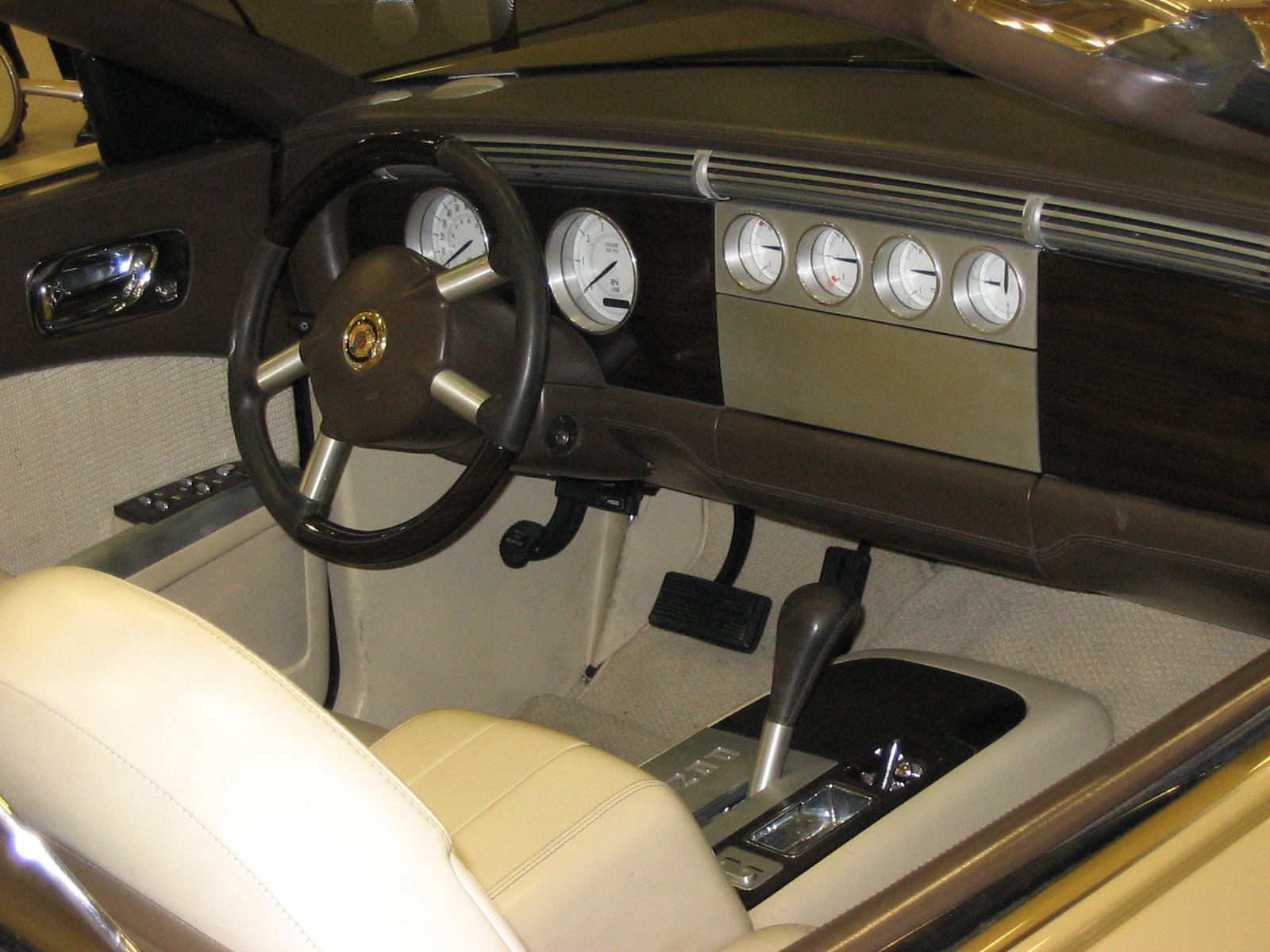
Intérieur

## Représentation dans les jeux
La voiture fut incluse dans le jeu vidéo PlayStation Gran Turismo 2 en tant que véhicule spécial ne pouvant qu'être gagné.